# Casinò

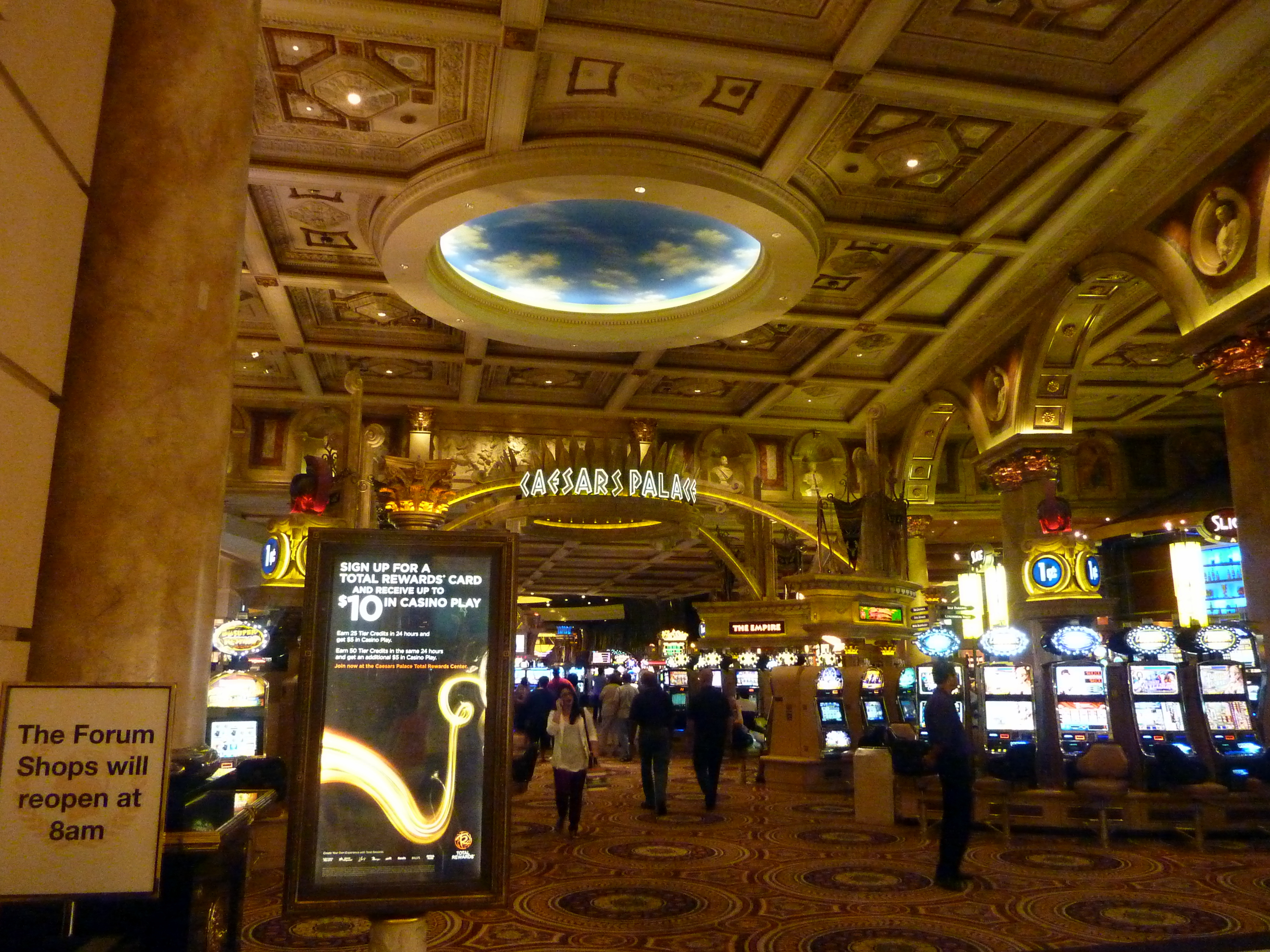
Caesars Palace, un famoso casinò sulla Las Vegas Strip

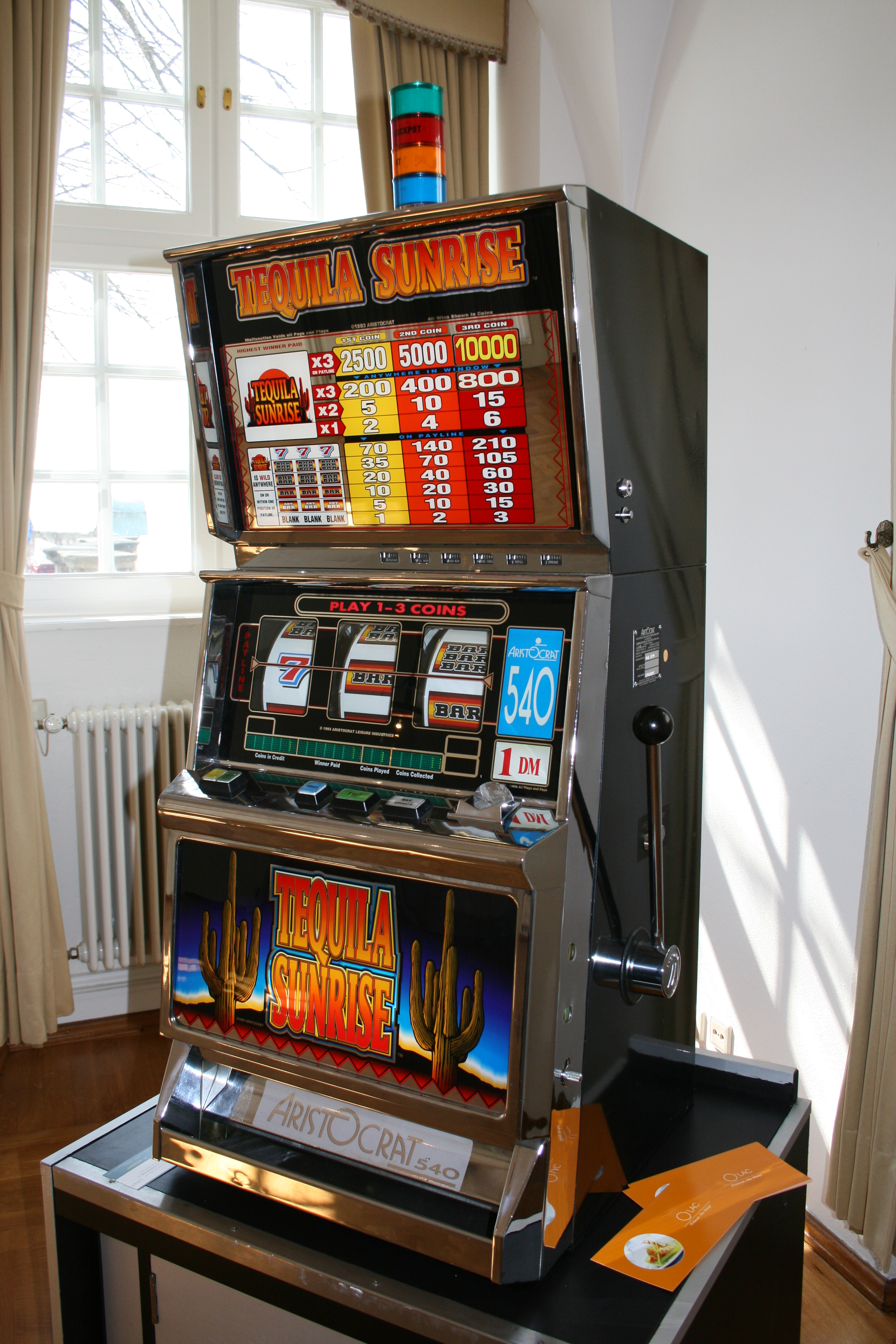
Una slot machine

Il casinò, anche detto casa da gioco, è un luogo riservato al gioco d'azzardo. Nei giochi praticati nel casinò il banco, ovvero lo stesso casinò, è sempre favorito: direttamente quando le possibilità di vincita del banco sono superiori a quelle dei giocatori (come nella roulette) o indirettamente quando il banco gestisce il gioco tra due giocatori prelevando poi una quota dalle vincite (come nello chemin de fer). Una sostanziosa fonte d'entrata dei casinò è costituita dalla mance concesse ai croupier, gli addetti a condurre i giochi.
Un antenato storico dei casinò è dato dalle baratterie medioevali. Nelle baratterie era concesso praticare i giochi d'azzardo che erano invece vietati nelle piazze e soprattutto nelle vicinanze delle chiese.
Alcuni dei casinò più frequentati sono situati a Monte Carlo, Las Vegas, Malta e Macao. In Italia, dove (come altrove) il gioco d'azzardo è vietato negli altri luoghi pubblici, è particolarmente famoso il Casinò di Venezia.

## Storia
La prima casa da gioco europea conosciuta, non chiamata casinò sebbene rispondesse alla definizione moderna, fu il Ridotto, fondato a Venezia, in Italia, nel 1638 dal Maggior Consiglio per fornire gioco d'azzardo controllato durante la stagione del Carnevale di Venezia. Fu chiuso nel 1774 poiché il governo della città riteneva che stesse impoverendo la nobiltà locale.
Nella storia americana, i primi stabilimenti di gioco d'azzardo erano noti come saloon. La creazione e l'importanza dei saloon furono fortemente influenzate da quattro grandi città: New Orleans, St. Louis, Chicago e San Francisco. Era nei saloon che i viaggiatori potevano trovare persone con cui parlare, bere e spesso giocare d'azzardo. Durante i primi anni del XX secolo negli Stati Uniti, il gioco d'azzardo fu messo fuorilegge dalla legislazione statale. Tuttavia, nel 1931, il gioco d'azzardo fu legalizzato in tutto lo stato del Nevada, dove furono istituiti i primi casinò legalizzati degli Stati Uniti. Nel 1976 il New Jersey consentì il gioco d'azzardo ad Atlantic City, ora la seconda città più grande degli Stati Uniti per il gioco d'azzardo.

## Casinò in Italia
In deroga al codice penale, tramite provvedimenti legislativi ad hoc, il Parlamento italiano può autorizzare l'apertura e la gestione di case da gioco; non esistendo ad oggi un sistema di concessioni come per i giochi online, è quindi necessaria la promulgazione di una nuova legge da adottarsi di volta in volta.
In Italia sono rimaste attive per motivi storico-politici ed economici solamente quattro case da gioco: il Casino de la Vallée a Saint-Vincent, il Casinò di Sanremo, il Casinò di Venezia che ha la sede principale in città a Ca' Vendramin Calergi e una sede distaccata in località Ca' Noghera, e il Casinò di Campione a Campione d'Italia.
Grazie all' art. 5 comma 3 del decreto legge 30 dicembre 1997, n. 457 è stato concesso alle navi da crociera autorizzate l'apertura di casinò di bordo, ma solo quando navigano fuori dalle acque territoriali, ovvero oltre le 12 miglia nautiche dalla costa.
Il Casinò Municipale di Sanremo, inaugurato con il nome di Kursaal il 12 gennaio 1905, vanta di essere l'edificio in Italia che ospita da più tempo un casinò tuttora attivo, mentre il casinò di Venezia, fondato nel 1638, si definisce la casa da gioco più antica al mondo ma negli anni cinquanta del Novecento fu trasferito nell'attuale sede di Ca' Vendramin sul Canal Grande.
La scelta di autorizzare lo sfruttamento legale del gioco d'azzardo in appositi luoghi selezionati è stata spiegata dal legislatore italiano sulla base di considerazioni sia politiche che economiche. È infatti da rilevare che tre delle quattro case da gioco, Campione d'Italia, Saint-Vincent (che però nacque per iniziativa autonoma della regione) e Sanremo, sono molto vicine ai confini del paese e Venezia si trova di fronte a Slovenia e Croazia. La giustificazione fu di ridurre i flussi di giocatori diretti oltre frontiera, nonché di consentire lo sviluppo di zone considerate depresse dal punto di vista economico.
Tuttavia, da tempo si parla di riaprire altri casinò in Italia e la Corte costituzionale ha più volte chiesto al legislatore di fare chiarezza ponendo regole certe sull'argomento. Nel 2002 un tentativo autonomo di aprire nuove case da gioco, effettuato da parte della regione Friuli-Venezia Giulia (regione autonoma a statuto speciale), è stato fermato dalla Consulta. Quindi sarà lo Stato a dover risolvere la questione. L'ipotesi più accreditata è di una casa da gioco per ogni regione presso località turistiche, a fronte di molte proposte di legge che sono state presentate in tal senso da diversi politici italiani.
Nella Repubblica di San Marino dopo la seconda guerra mondiale, nel 1947, fu aperto un casinò che dopo poco tempo fu chiuso sotto pressione del governo italiano. Successivamente, nel 1953, le autorità sammarinesi si impegnarono a non aprire case da gioco. Nel 2007 è stato tuttavia costituito un Ente di Stato Sammarinese dei Giochi, probabilmente un primo passo verso la riapertura di un casinò.

### Casinò chiusi
Altre case da gioco attive sul territorio italiano furono:
- Casinò di Viareggio, attivo dal 1834 al 1905 presso il Palazzo Cittadella, poi dal 1924 al 1937 presso l'Hotel Kursaal, infine dal 1946 al 1947 presso il Bagno Principe di Piemonte[6][7]
- Casinò di Rapallo, attivo dal 1900 al 1924
- Casinò di San Pellegrino Terme, attivo dal 1907 al 1917
- Casinò di Gardone Riviera, attivo dal 1911 al 1946
- Casinò di Montecatini Terme, attivo dal 1915 al 1927 presso il Teatro-Casinò Kursaal
- Casinò di Stresa, attivo dal 1921 al 1924 e dal 1945 al 1946
- Casinò di Merano, attivo dal 1939 al 1946
- Casinò di Bagni di Lucca, attivo dal 1839 al 1953
- Casinò di Taormina, attivo dal 1963 al 1965
- Casinò di Ormea, attivo negli anni trenta come sede distaccata del Casinò di Sanremo
- Casinò di Alassio, chiuso trasferendo la concessione al Casinò di Sanremo[8][9]
- Casinò di Ventimiglia, chiuso trasferendo la concessione al Casinò di Sanremo[10]
- Casinò di Bordighera, chiuso trasferendo la concessione al Casinò di Sanremo[10]
- Casinò di Ospedaletti, chiuso trasferendo la concessione al Casinò di Sanremo.[10]

## Casinò negli altri Paesi

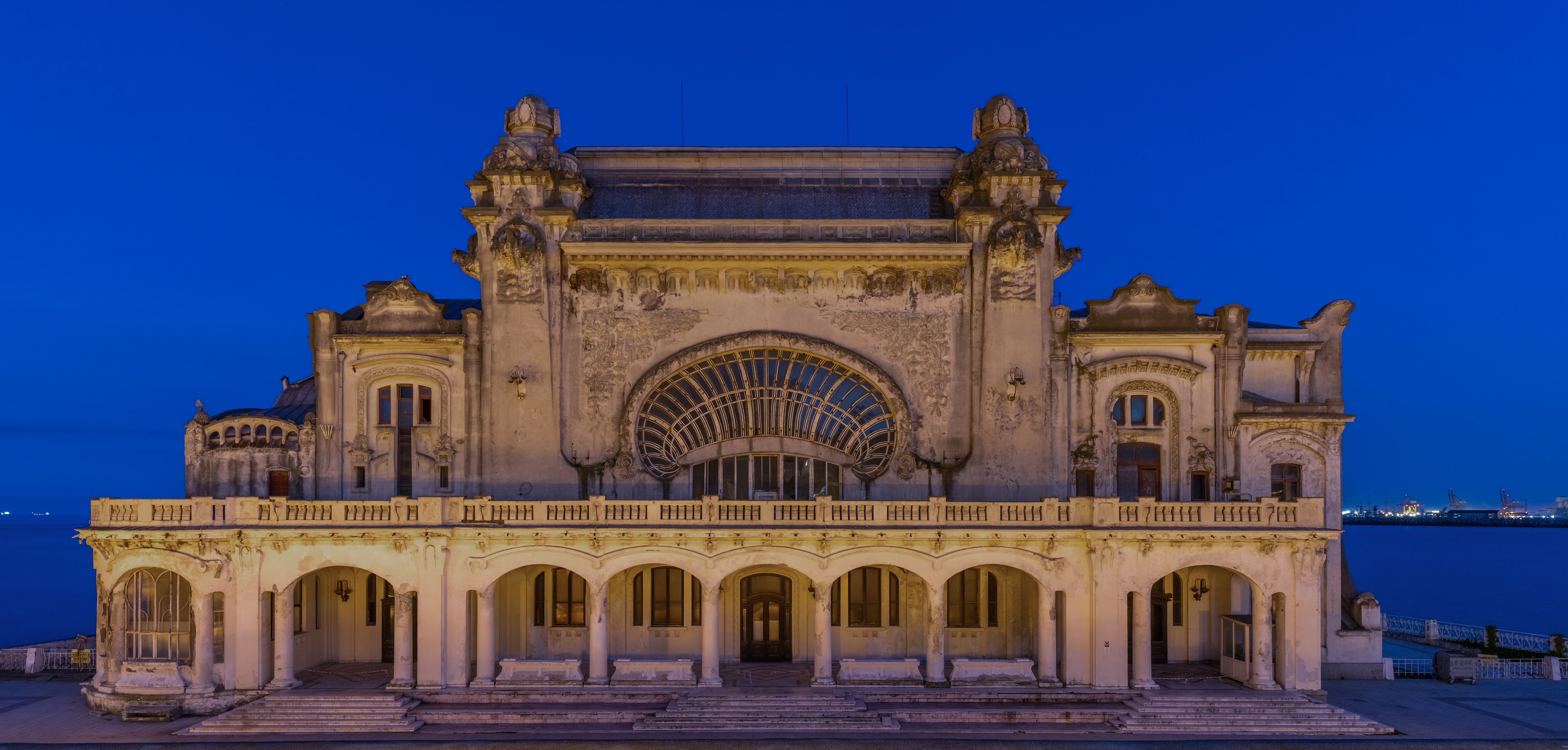
Il casinò di Costanza in Romania

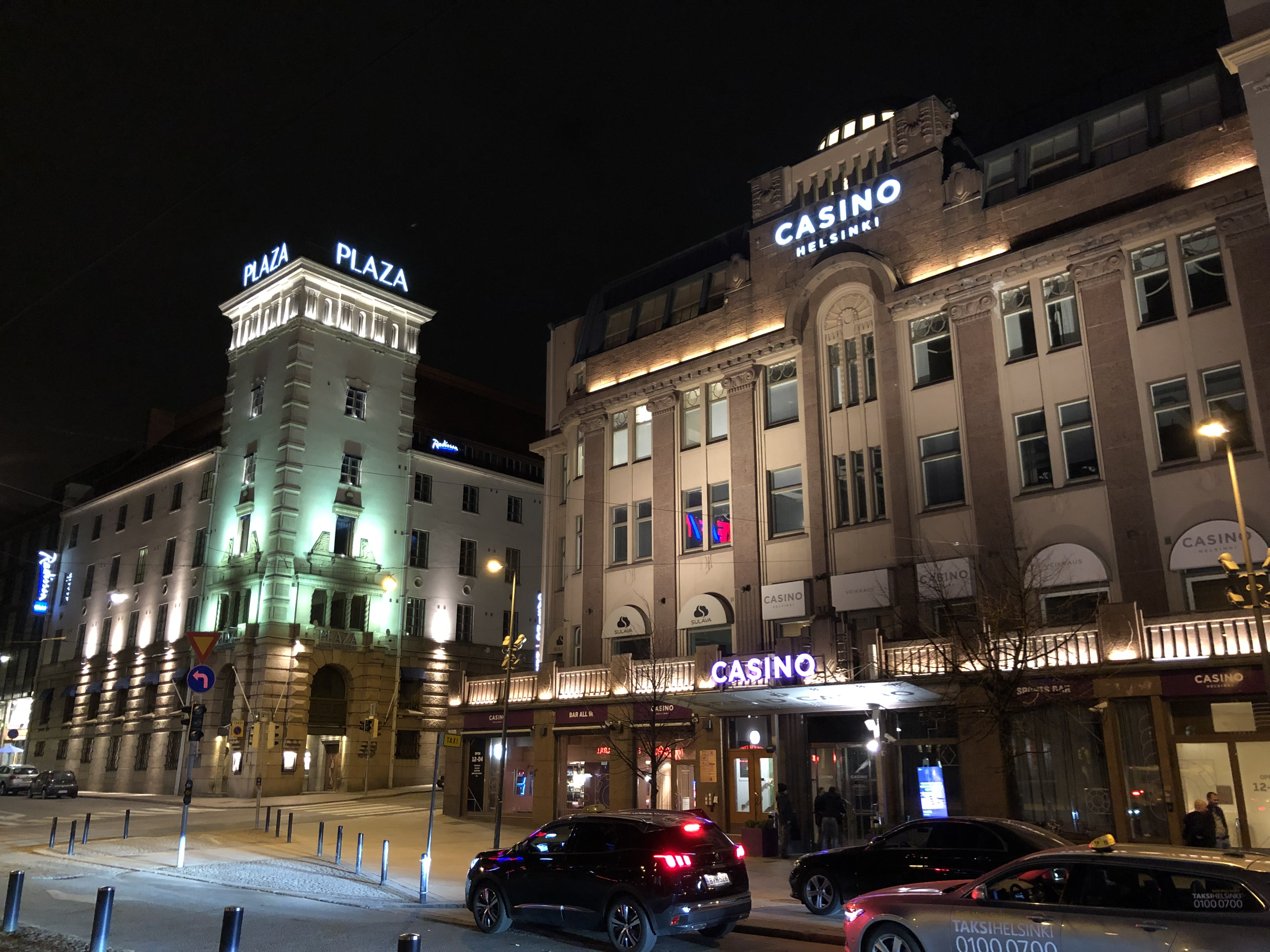
Il casinò di Helsinki in Finlandia

In Slovenia sono presenti più di 10 case da gioco e Nova Gorica è stata soprannominata "Piccola Las Vegas" perché attrae molti turisti grazie al gioco d'azzardo.
Tra le località che all'estero sono famose per i propri casinò ci sono Monte Carlo, Las Vegas, Atlantic City, Reno, Malta e Macao.
Sheldon Adelson e Kirk Kerkorian sono i più ricchi gestori di casinò del pianeta, rispettivamente a capo dei gruppi Las Vegas Sands e MGM Mirage.

## Giochi da casinò
Giochi tradizionali (o europei) in uso nei casinò italiani sono: Roulette francese, Trente et quarante, Chemin de fer, Boule, Baccarat. Negli anni ottanta sono stati introdotti i giochi americani: Roulette americana, Poker e Slot machine.

## Casinò online
La crescente diffusione di internet e dei mezzi di pagamento elettronici ha favorito lo sviluppo di casinò online. Si tratta di un mercato in forte crescita tanto che nella finanziaria 2006 (Legge 266/2005 artt. 535-536) è stata inserita una norma per bloccare l'accesso da parte degli utenti italiani ai siti web che ospitano dei casinò online.
Sono stati quindi oscurati migliaia di casinò in rete, cercando di limitare l'accesso ai giocatori italiani obbligando i provider internet a reindirizzare (redirect) il dominio del casinò su una pagina dei Monopoli di Stato.
Il poker "on line" è stato invece inserito nella Finanziaria 2007 quale gioco lecito, in quanto alcune sue varianti sono considerate gioco di abilità e non d'azzardo. Lo si può giocare esclusivamente nella modalità torneo - chiamata in Italia poker sportivo - nei siti dei concessionari con regolare licenza per la raccolta telematica del gioco, collegati ai Monopoli di Stato, previa registrazione personale ed attivazione di un conto di gioco univoco.
La decisione di avviare un sistema monopolistico ha sollevato numerose proteste in sede europea ma la direzione presa dalla maggior parte dei Paesi dell'Unione Europea fa pensare che quello italiano sia un modello destinato a durare vista la conformità con le leggi vigenti.

## Il casinò nell'immaginario collettivo
Centinaia di film hanno trattato in modo diretto o indiretto delle case da gioco; uno dei film che ha meglio rappresentato il clima che si vive in esse è considerato Casinò di Martin Scorsese.

## Patologie connesse ai casinò
Il gioco d'azzardo patologico è un disturbo del comportamento che rientra nella categoria diagnostica dei disturbi ossessivo-compulsivi.
Il giocatore patologico mostra una crescente dipendenza nei confronti del gioco d'azzardo, aumentando la frequenza delle giocate, il tempo passato a giocare, la somma spesa nel tentativo di recuperare le perdite, investendo più delle proprie possibilità economiche e trascurando i normali impegni della vita per dedicarsi al gioco.